# Lepidothrix
Lepidothrix (лат.) — род воробьиных птиц из семейства Манакиновые.

## Виды
В состав рода включают 9 видов:
- Lepidothrix coeruleocapilla (Tschudi, 1844) — Синешапочная пипра

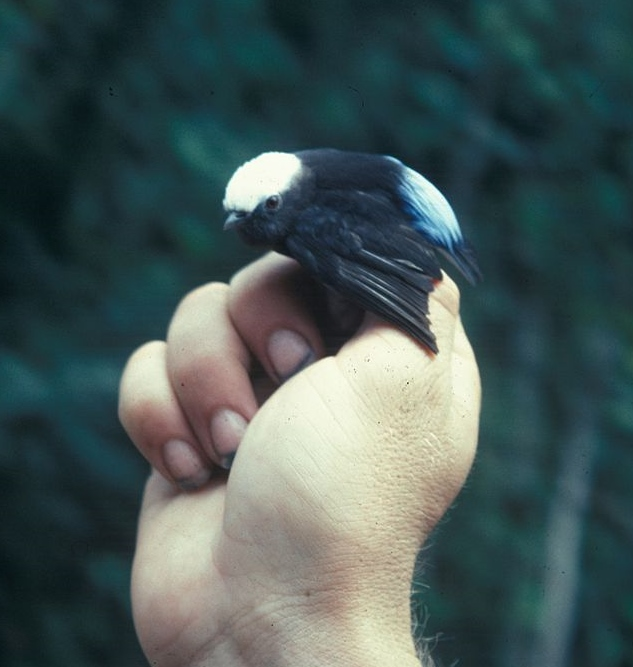
Синепоясничная пипра

- Lepidothrix coronata (Spix, 1825) — Синеголовая пипра
- Lepidothrix iris (Schinz, 1851) — Опаловоголовая пипра
- Lepidothrix isidorei (P.L.Sclater, 1852) — Синепоясничная пипра
- Lepidothrix nattereri (P.L.Sclater, 1865) — Белошапочная пипра
- Lepidothrix serena (Linnaeus, 1766) — Белолобая пипра
- Lepidothrix suavissima (Salvin et Godman, 1882)
- Lepidothrix vilasboasi (Sick, 1959) — Желтошапочная пипра
- Lepidothrix velutina (Berlepsch, 1883)